# Lilijana Kozlovič
Lilijana Kozlovič, slovenska pravnica in političarka, * 30. oktober 1962.
Kozlovičeva je nekdanja slovenska poslanka Državnega zbora Republike Slovenije in ministrica za pravosodje Republike Slovenije.

## Življenjepis
Leta 1981 se je zaposlila na Ministrstvu za notranje zadeve in opravljala delo v policiji vse do leta 1997, ko se je zaposlila Upravni enoti Koper.  Diplomirala  je na Pravni fakulteti Univerze v Ljubljani, kjer je leta 2012 pridobila tudi naziv magistra pravnih znanosti, opravljen ima pravniški državni izpit. Leta 2004 se je zaposlila na Ministrstvu za javno upravo, na področju upravnega prava. Leta 2005 je prevzela vodenje Upravne enote Koper. Leta 2014 je vstopila v politiko in bila na listi Stranke Mira Cerarja izvoljena za poslanko v Državnem zboru Republike Slovenije. Leta 2016 je bila imenovana za generalno sekretarko 12. vlade Republike Slovenije, ki jo je po odnehanju ministra Borisa Koprivnikarja, imenovala še za glavno vladno pogajalko s sindikati.  Velik prispevek je imela tudi pri uresničevanju arbitražne odločbe med Republiko Slovenijo in Republiko Hrvaško in pomoči ljudem živečim ob meji. Bila je tudi svetovalka Zagovornika načela enakosti. Junija 2019 jo je vlada imenovala za vršilko dolžnosti generalnega direktorja Agencije Republike Slovenije za okolje, kjer je 3. decembra 2019 prevzela tudi polni mandat.

### Ministrica za pravosodje Republike Slovenije
Funkcija ji je prenehala, ko je bila 13. marca 2020 imenovana za pravosodno ministrico v 14. vladi Republike Slovenije. Februarja 2021 se je zapletla v spor s premierjem Janezom Janšo, ker je ta oviral postopek imenovanja kandidatov v novoustanovljeni organ Evropskega javnega tožilstva. Do njenega ravnanja se je opredelil predsednik 12. vlade RS Miro Cerar. V kritičnem odzivu za javnost je poudaril, da je ministrica ob škodljivih ravnanjih Janševe vlade, ki so slabila delovanje pravne države in krnila mednarodni ugled Slovenije, prepogosto molčala. 27. maja 2021 je ministrica odstopila s svojega položaja.